# Venera iz Brassempouya
Venera iz Brassempouya (francuski: la Dame de Brassempouy, što znači "Dama od Brassempouya" ili Dame à la Capuche, "Dama s kapuljačom") fragmentarna je figurica od bjelokosti iz gornjeg paleolitika, očito odlomljena od većeg lika pred neodređeni period vremena. Otkriven je u špilji u Brassempouyu u Francuskoj 1892. godine. Stara je oko 25 000 godina i jedan je od najranijih poznatih realističnih prikaza ljudskog lica.

## Otkriće
Brassempouy je malo selo u departmanu Landes na jugozapadu Francuske. Dvije špilje u blizini sela, udaljene 100 metara jedna od druge, bile su među prvim paleolitskim nalazištima koja su istražena u Francuskoj. Poznati su kao Galerie des Hyènes (Galerija hijena) i Grotte du Pape ("Papina špilja"). Venera iz Brassempouya otkrivena je u papinskom grotu 1894. godine, zajedno s najmanje osam drugih ljudskih figura. Te figurice mogu biti primjer nedovršenog djela, kao da su umjetnik ili umjetnici istodobno isklesali nekoliko figurica.
P.E. Dubalen prvi je put istražio Grotte du Pape tijekom 1881. godine, a od 1894. su istu lokaciju istraživali J. de Laporterie i Édouard Piette (1827. – 1906.). Budući da su se arheološke tehnike iskopavanja tada tek počele razvijati, malo su pažnje posvećivali stratigrafiji nalazišta s ostacima. Godine 1892. lokacija je opljačkana i poremećeno do stupnja kada ju je nemoguće rekonstruirati tijekom posjeta amatera iz udruge Française pour l'avancement de la science. Ipak, Piette je opisao slojeve koji se pripisuju kasnom i srednjem solutrejskom razdoblju. Donje razine koje je dosegnuo nazvao je eburnéen (blijedi ili bijeli poput slonovače), u odnosu na obilne količine djela od slonovače koja su se u njima nalazila. Suvremena ponovna analiza nalazišta provedena je pod ravnanjem Henrija Delportea tijekom perioda 1981. – 2000.
Godine 1894. jedan od tih slojeva, koji je danas prepoznat kao Gravettien, dao je nekoliko ulomaka kipića, uključujući "Damu s kapuljačom". Piette je smatrao da su brojke usko povezane s prikazima životinja iz magdalenskog razdoblja. Razvio je hipotetsku kronologiju koju je kasnije opovrgnuo Henri Breuil.

## Opis
Venera iz Brassempouya isklesana je od bjelokosti mamuta. Prema arheologu Paulu Bahnu glava je "bez obilježja roda, iako se obično naziva" Venera "ili" dama ". Glava je visoka 3,65 cm, duboka 2,2 cm dubine i široka 1,9 cm. Dok su čelo, nos i obrve reljefno urezani, usta su odsutna. Okomita pukotina na desnoj strani lica posljedica je unutarnje strukture slonovače. Na glavi je uzorak nalik na šahovnicu formiran od dva niza plitkih ureza pod pravim kutom jedan prema drugome; protumačena je kao perika, kapuljača s geometrijskim ukrasom ili jednostavno prikaz kose.
Randall White primijetio je u Journal of Archaeological Method and Theory (prosinac 2006.): "Figurice su iznikle iz zemlje u kolonijalni intelektualni i društveno-politički kontekst gotovo opsjednuti rasnim pitanjima." Iako je stil predstavljanja u osnovi realan, proporcije glave ne odgovaraju točno niti jednoj poznatoj ljudskoj populaciji u sadašnjosti ili prošlosti. White je tvrdio da su se od sredine dvadesetog stoljeća fokus u pitanjima tumačenja pokaknuo s rase na ženstvenost i plodnost.

## Datiranje
Iako je glava bila otkrivena toliko rano da se kontekst nije mogao temeljito proučiti, znanstvenici se slažu da je Venera Brassempouy pripadao materijalnoj kulturi gornjeg paleolitika, gravettianu (29,000-22,000 pr. Kr.). Preciznije, datiraju figuricu iz razdoblja srednjeg Gravetiana, s burinima "Noailles" oko 26.000 do 24.000 pr. Kr. Više je ili manje suvremena s ostalim paleolitičkim figurama Venere, poput onima iz Lespuguea, Dolní Věstonice, Willendorfa, itd. Unatoč tome, u grupi se razlikuje po realističnom karakteru prikaza.

## Muzejski prikaz
Venera iz Brassempouya čuva se Nacionalnom muzeju Musée d'Archéologie u Saint-Germain-en-Layeu, pokraj Pariza. Budući da je slonovača vrlo osjetljiva na promjena temperature, vlagu i svjetlost, slika nije dio paleolitskog odjela, ali je izložena u muzeju Salle Piette, koji je otvoren samo uz rezervaciju.
U Brassempouyu su razni predmeti iskopani u Grotte du Pape izloženi u Maison de la Dame. Ovaj izložbeni prostor, posvećen prvenstveno regionalnoj arheologiji, također prikazuje lijep niz odljevaka paleolitskih skulptura. Tu spadaju devet postojećih primjeraka iz Brassempouya, ali i odljevi dobro poznatih likova iz Lespuguea, Willendorfa i Dolní Věstonice, kao i s Mal'te.

## Poštanska marka
Godine 1976. Venera iz Brassempouya bila je prikazana na marki od 2,00 franaka. To je također motiv žiga Republike Mali od 15 franaka (CFA).

## Vanjske poveznice
|  | Zajednički poslužitelj ima još gradiva o temi Venera iz Brassempouya |